# Jackson Fiulaua
Jackson Fiulaua (ur. 13 października 1957) – salomoński polityk.
Przed zaangażowaniem się w politykę pracował jako budowlaniec. 4 sierpnia 2010 dostał się, jako kandydat niezależny, do Parlamentu Narodowego z okręgu wyborczego Central Kwara’ae. Otrzymał 2936 głosów. 27 sierpnia 2010 objął funkcję ministra infrastruktury w rządzie Danny’ego Philipa. Zachował to stanowisko w powołanym w listopadzie 2011 gabinecie Gordona Darcy Lilo.